# Sigmund Petruschka
Sigmund „Sid“ Petruschka (eigentlich Sigmund Leo Friedmann, später Shabtai Arye Petrushka; geboren 15. März 1903 in Leipzig; gestorben 14. Dezember 1997 in Jerusalem) war ein deutscher, später israelischer Jazztrompeter, Bandleader, Komponist und Arrangeur.

## Leben und Wirken
Sigmund Leo Friedmann wuchs in einer orthodox-jüdischen Familie auf. Er war ein Sohn des aus Brody stammenden Ehepaars Osias und Mina Friedmann. Als Jugendlicher wirkte er als Kantor bei den jüdischen Tagesgebeten. 1916 wurde er Mitglied in der Jüdischen Jugendbewegung Blau-Weiß. Er erhielt Klavier- und Cellounterricht und sang zwischen 1919 und 1922 im GewandhausChor in Leipzig unter Arthur Nikisch. 1923 zog er nach Berlin, um Maschinenbau zu studieren, besuchte daneben aber das Stern’sche Konservatorium, um Trompete und Kontrabass zu lernen.
Ab 1928 leitete er mit Kurt „Kay“ Kaiser (1906–1974) die Formation Sid Kay's Fellows, eine Hot-Jazz-Band, entstanden 1926 als Amateurband. Sie spielten aber bald professionell als Tanzorchester und bei Theateraufführungen. Außerdem hatten sie einen Auftritt in dem Film Die Büchse der Pandora (1928) von G. W. Pabst. Schließlich erhielten sie von 1930 bis 1932 ein Engagement als Hauskapelle des Palmengartens im Berliner Haus Vaterland; im Oktober 1931 fand eine Aufnahmesitzung für das Label Tri-Ergon statt, bei der u. a. der Titel „Die ganze Welt ist himmelblau“ entstand (ein Lied aus dem Tonfilm Im weißen Rös'l.) Anfang 1933 begleitete die Band den Klarinettisten Sidney Bechet. Die Sid Kay's Fellows traten auch in München, Dresden, Frankfurt am Main, Wien, Budapest und Barcelona auf. Bis zum 6. April 1933 spielte er mit dem Ensemble in Dresden.
Petruschka gehörte damit in der Frühzeit des Nationalsozialismus zu den wenigen jüdischen Musikern, die – nachdem ihre jüdische Identität aktenkundig war – legal im Nazi-Deutschland bis April 1933 arbeiten konnte. Wenige Monate später, im November 1933, wurde seine Mitgliedschaft in der Reichsmusikkammer beendet, wodurch seine Karriere in der Musikindustrie erheblich eingeschränkt wurde. Danach war er unter Pseudonym hauptsächlich als Komponist und Arrangeur tätig, hauptsächlich für die Bigband von James Kok, die Anfang 1934 für Grammophon Petruschkas Komposition „Flying Hamburger“ (benannt nach dem gleichnamigen Schnellzug) aufnahm. Petruschka arrangierte ferner Theo Mackebens Tango „Speak Not of Faithfulness“, der beim Berliner Presseball 1935 gespielt wurde – „ironischer Weise unter Anwesenheit von Joseph Goebbels“.
Weiterhin war er im Rahmen der Aktivitäten des Kulturbunds Deutscher Juden tätig. Sigmund Petruschka musizierte als Trompeter im Opern- und Sinfonieorchester des Jüdischen Kulturbundes und leitete auch eine Tanzkapelle des JKB. Für Chorkonzerte und Bühnenmusiken erhielt er Kompositionsaufträge. Aufnahmen entstanden 1934 mit der Sängerin Dora Gerson („Die Welt ist klein geworden“). Mit den Sid Kay's Fellows entstanden noch einige Aufnahmen für Moritz Lewins Label Lukraphon,  das nur vom Kulturbund Deutscher Juden vertrieben werden konnte. Mit den Sid Kay's Fellows wirkte er 1935 auch bei Plattenaufnahmen von Willy Rosen als Studioformation mit („Im Gasthof Zur Goldenen Schnecke“). Außerdem produzierte er für Lukraphon eine Schallplatte mit Tanzmusik mit hebräischen Texten, die Motive jüdischer Volksmusik verarbeitete. Gesungen wurden die Lieder von Ferris Gondosch, der zuvor unter dem Namen Friedrich Goldstein Schlagzeuger bei Ben Berlin war. 1935 war er als Musikarrangeur für den Kurzfilm Hebräische Melodie tätig.
1938 verließ Petruschka Deutschland und wanderte nach Palästina aus, wo er beim Rundfunk tätig war und dessen Orchester leitete. Er schrieb sowohl Kammermusik als auch sinfonische Stücke. 1947 wirkte er als Arrangeur und Komponist an der Filmmusik des Dokumentarfilms Adamah (Regie Helmar Lerski) mit.
Petruschka leitete in späteren Jahren nach der Staatsgründung Israels die Musikabteilung von Kol Yerushalaym (Voice of Jerusalem). 1958 wurde er zum Leiter der Musikabteilung des Senders Kol Israel (Voice of Israel); er war auf diesem Posten bis zur Pensionierung tätig. Daneben wirkte er von 1969 bis 1981 an der Rubin Academy of Music and Dance in Jerusalem, wo er Orchestrierung lehrte. Er war der Arrangement-Lehrer von Alfred Goodman.

## Diskographische Hinweise
- Beyond Recall, CD 8/ A Record of Jewish musical life in Nazi Berlin, 1933–1938 (Bear Family Records, ed. 2001)